# Cyclotorna monocentra
Cyclotorna monocentra là một loài bướm đêm thuộc họ Cyclotornidae. Nó được tìm thấy ở Úc.